# M61 Vulcan
M61 Vulcan é um canhão automático de 20 mm acionado hidráulica ou pneumaticamente, resfriado a ar, disparado eletricamente e com uma cadência de tiro extremamente alta (por volta de 6.000 tiros por minuto). Ele tem sido o principal armamento de canhão das aeronaves militares de asa fixa das Forças Armadas dos Estados Unidos nos últimos 60 anos.
O M61 foi originalmente produzido pela General Electric, e depois de várias fusões e aquisições é atualmente produzido pela General Dynamics.

## Desenvolvimento
No final da II Guerra Mundial,o exército americano começou a considerar novos rumos para futuras aeronaves e armas militares. As maiores velocidades alcançadas pelos jatos significava que alcançar um número efetivo de missões seria extremamente difícil sem um volume grande de poder de fogo. Enquanto projetos alemães capturados (principalmente a Mauser MG 213C) mostraram o potencial do canhão de cano único, a taxa de de prática de fogo de uma tal concepção ainda era limitada pela alimentação de munições e preocupação pelo desgaste do cano. O Exército queria algo melhor, combinando poder de fogo extremo e confiabilidade total. Em 1947, a Força Aérea Americana tornou-se um ramo separado das Forças Armadas. A nova Força Aérea apresentou um pedido de uma nova arma para seus aviões. Uma lição aprendida na Segunda Guerra foi que os caças alemães, italianos e japoneses poderiam atacar aeronaves americanas de longa distância com seus canhões principais. Caças americanos com metralhadoras .50 BMG como arma principal, como os P-51s e P-47s tinham que estar bem próximos aos seus inimigos para efetuarem danos. O  20×110mm Hispano-Suiza transportado pelo P-38 era formidável contra aviões de hélice, mas contra aeronaves a jatos a mesma era notoriamente pouco confiável.
Em resposta a esta exigência, a Divisão de Armamentos da General Electric ressuscitou uma velha ideia: A Gatling Multi-cano. A metralhadora Gatling original tinha caído em desuso por causa da necessidade de uma fonte de alimentação externa para girar o cano, mas a nova geração de caças a jato movido a energia elétrica ofereciam energia suficiente para operar a arma, e a operação elétrica se mostrou mais confiável do que a gás. Com vários canos, a taxa de incêndio por cano poderia ser menor do que um canhão com apenas um cano, proporcionando uma maior taxa global de poder de fogo. A ideia de alimentar uma metralhadora giratória com uma fonte de energia elétrica externa não era uma ideia nova, no final da II Guerra Mundial, como Richard Jordan Gatling mesmo tinha feito isso em 1893, com uma patente que ele apresentou.
Em 1946 o Exército emitiu um contrato com a General Electric para o "Projeto Vulcan", uma metralhadora de 6 barris giratórios capaz de disparar 7200 tiros por minuto. Apesar dos designers europeus estarem se preparando com armas mais pesadas,como as metralhadoras 30mm, os americanos inicialmente se concentraram em um poderoso cartucho de 0,60 polegadas (15mm) projetado para um rifle antitanque pré-guerra,esperando que a alta velocidade do projétil seja benéfica para melhorar a taxa de acerto em alvos de alta velocidade.
Os primeiros protótipos da GE de 15mm chamados de T45 foram testados em 1949, com um desempenho de 2500 tiros por minuto,no qual foi aumentado para 4000 tiros por minuto em 1950. No início da década de 50 a Força Aérea decidiu que sozinha a alta velocidade pode não ser suficiente para assegurar a destruição do alvo e, consequentemente testaram alternativas de calibre de cartucho baseadas no 15mm (20mm e 27mm). Essas variantes ficaram conhecidas como T171 e T150 respectivamente, e foram testadas em 1952. Eventualmente, o cartucho 20×102mm Vulcan foi determinado a ter os necessários equilíbrios de projétil e carga explosiva além da velocidade adequada.
O desenvolvimento do Lockheed F-104 Starfighter revelou que o T171 Vulcan (atual M61 Vulcan) sofreu problemas com a sua munição,sendo propenso a má alimentação e objetos estranhos danosos. Diante desse problema foi desenvolvido o sistema de alimentação sem fita para o M61A1 atualizado,que posteriormente tornou-se o canhão padrão dos caças americanos.
Em 1993 a General Electric vendeu sua divisão aeroespacial, incluindo a General Electric Armament Systems e o conjunto de ferramentas de design e produção do M61 e outro canhão similar para a Martin Marietta. Após a fusão da Lockheed com a Martin Marietta o canhão giratório M61 passou a ser responsabilidade da Lockheed Martin Armament Systems.Lockheed Martin Armament Systems foi posteriormente adquirida pela General Dynamics, que atualmente produzem o M61 e suas variantes.